# (12037) 1997 CT19
(12037) 1997 CT19 est un astéroïde de la ceinture principale d'astéroïdes découvert en 1997.

## Description
(12037) 1997 CT19 a été découvert le 11 février 1997 à Chiyoda (Japon) par Takuo Kojima.

### Caractéristiques orbitales
L'orbite de cet astéroïde est caractérisée par un demi-grand axe de 2,39 UA, un périhélie de 1,97 UA, une excentricité de 0,17 et une inclinaison de 1,46° par rapport à l'écliptique. Du fait de ces caractéristiques, à savoir un demi-grand axe compris entre 2 et 3,2 UA et un périhélie supérieur à 1,666 UA, il est classé, selon la JPL Small-Body Database, comme objet de la ceinture principale d'astéroïdes.

### Caractéristiques physiques
(12037) 1997 CT19 a une magnitude absolue (H) de 15,3 et un albédo estimé à 0,322.